# Suppersberg
Suppersberg ist ein Ortsteil von Dellach im Drautal (Österreich). Die Ortschaft hat 73 Einwohner (Stand 1. Jänner 2025) und liegt auf einer Seehöhe von ca. 980 m.

## Lage
Der Ortsteil Suppersberg liegt ungefähr in der Mitte der beiden Gemeinden Dellach im Drautal und Irschen. Daher ist die Grenze des Ortsteils auch gleichzeitig die Grenze der zwei Gemeinden (Irschen und Dellach im Drautal).
Zum Suppersberg gehört auch die Suppalm.

## Geschichte
Zur Zeit der Erstnennung Dellachs (um 1267) hieß Suppersberg noch Supansperge.

## Sonstiges
Der Suppersberg wird auch von manchen Einheimischen der Monte Supp genannt.
Es gibt zum Ortsteil auch einen Spruch der besagt: „Suppersberg das Königreich rundherum liegt Österreich!“